# گمینا نوووگرود بوبژانگسکی
گمینا نوووگرود بوبژانگسکی (به لهستانی:  Gmina Nowogród Bobrzański) یک گمینا در لهستان است که در شهرستان ژیلونا گورا واقع شده‌است.
 گمینا نوووگرود بوبژانگسکی ۲۵۹٫۴۱ کیلومتر مربع مساحت و ۹٬۲۳۰ نفر جمعیت دارد.